# Duelo de titanes
Duelo de titanes (Gunfight at the O.K. Corral en inglés) es una película estadounidense de 1957, realizada por el director John Sturges para la Paramount Pictures, y que narra la historia idealizada de las aventuras de Wyatt Earp y Doc Holliday.
Para evitar la comparación con Pasión de los fuertes (1946), de John Ford, la narración de Sturges toma un punto de vista totalmente distinto, ofreciendo una película que en su forma poco o nada tiene que ver con la de Ford, aunque coincida en el fondo, que es el famoso duelo entre los Earp y los Clanton en el O.K. Corral.
Uno de los temas principales en esta película es la amistad entre dos hombres y de lo que se es capaz de hacer para mantenerla, a pesar de las diferencias morales.

## Argumento
Wyatt Earp (Burt Lancaster), comisario de Dodge City, persigue a Ike Clanton (Lyle Bettger) y sus hermanos por robar ganado y venderlo en México. Confiando en que su viejo amigo y mentor, el sheriff Wilson (Frank Faylen), haya detenido al cuatrero, se desplaza hasta el distrito de éste, descubriendo que su amigo ya no es el que era y que se ha convertido en un viejo cobarde. Tras el varapalo de la traición de Wilson, Wyatt averigua que Clanton ha jugado a las cartas con el pistolero, jugador y ex dentista John Doc Holliday (Kirk Douglas), a quien Earp interroga, pero aquel se niega a decirle hacia dónde iban los Clanton. Poco después, Holliday mata a Ed Bailey (Lee Van Cleef), un pistolero, en defensa propia, pero es tanto el odio que despierta en el pueblo que lo detienen, aunque Earp le salva cuando iba a ser linchado por una turba furiosa.
Wyatt Earp regresa a Dodge City, y al poco tiempo llega Doc Holliday dispuesto a devolverle el favor que le hiciera salvándole del linchamiento. Poco a poco el sheriff y el pistolero se van haciendo amigos, hasta el punto de que Holliday ayuda al sheriff en dos ocasiones contra sus enemigos, quedando saldada su deuda. Pero cuando Earp va a dejar su trabajo para casarse y ser granjero, llega un telegrama de uno de sus hermanos, que es sheriff de Tombstone, un pueblo donde se ha establecido Clanton y los suyos, y Wyatt debe ir a ayudarle.

## Reparto
- Burt Lancaster como Wyatt Earp.
- Kirk Douglas como Doc Holliday.
- Rhonda Fleming como Laura Denbow, novia de Wyatt.
- John Ireland como Johnny Ringo, pistolero a sueldo enemigo de Doc Holliday.
- Jo Van Fleet como Kate Fisher.
- Lyle Bettger como Ike Clanton.
- Frank Faylen como Cotton Wilson.
- Earl Holliman como Charles Bassett.
- Ted de Corsia como Shanghái Pierce.
- Dennis Hopper como Billy Clanton.
- Whit Bissell como John P. Clum.
- George Mathews como John Shanssey.
- John Hudson como Virgil Earp.
- DeForest Kelley como Morgan Earp.
- Martin Milner como James Earp.
- Kenneth Tobey como Bat Masterson.
- Lee Van Cleef como Ed Bailey.
- Joan Camden como Betty Earp.
- Olive Carey como Mrs. Clanton.
- Brian G. Hutton como Rick.
- Nelson Leigh como el mayor Kelly.
- Jack Elam como Tom McLowery.
- Don Castle como el cowboy borracho.
- Dorothy Abbott.
- Tom Arnold como Barrel.
- William Bailey.
- John Benson como el conductor de la diligencia.
- Danny Borzage como el acordeonista.
- Rudy Bowman como un invitado a la fiesta.
- Nora Bush como una invitada a la fiesta.
- Frank Carter como el empleado del hotel.
- Roger Creed como un diputado.
- James Davies como un jugador de cartas.
- Franklyn Farnum como un borracho.
- Joseph Forte como un jugador de cartas en Tombstone.
- Raoul Freeman como un invitado a la fiesta.
- Paul Gary como un asesino.
- Frank Hagney como un tabernero.
- Robert Haines como un borracho.
- Stuart Hall como un invitado a la fiesta.
- Len Hendry como un cowboy.
- Charles Herbert como Tommy Earp, hijo de Virgil.
- Edward Ingram como un diputado.
- Anthony Jochim como un anciano.
- Dave Kashner como un cowboy.
- Kenner G. Kemp como un crupier.
- Colin Kenny como un borracho.
- Jack Kenny como un borracho.
- Ann Kunde como una invitada a la fiesta.
- Ethan Laidlaw como un tabernero.
- Morgan Lane como un asesino.
- Gregg Martell como un cowboy.
- John Maxwell.
- William Meigs como Wayne .
- Harry Mendoza como Frank Loving.
- Walter Merrill como Mario, el barbero de Dodge City.
- Dennis Moore como un cowboy.
- Sol Murgi como un borracho.
- Max Power como un jugador de cartas.
- Richard Reeves como el capataz de Pierce.
- Lee Roberts como Finn Clanton.
- Bing Russell como Harry, el tabernero de Griffin.
- Court Shepard como un jugador de cartas.
- Mickey Simpson como Frank McLowery.
- Bert Stevens como un invitado a la fiesta.
- Glenn Strange como el secuaz de Pierce en el salón.
- Robert Swan como un hombre de Shaugnessy.
- Arthur Tovey como un borracho.
- Dorothy Vernon como una invitada a la fiesta.
- Henry Wills como Alby.
- Trude Wyler como un invitado a la fiesta.

## Música
La música de la película, compuesta por Dimitri Tiomkin, es una de las partes fundamentales. Interpretada por Frankie Laine y escrita por Ned Washington, va contando y anticipando lo que sucede y lo que va a suceder. Es, sin duda, una de las canciones más famosas de todas las de las películas del Oeste.

## Recepción
La película tuvo un enorme éxito y recaudó 4.7 millones de dólares en el preestreno y 6 millones de dólares en el estreno.
Miembros del Western Writers of America eligieron la canción Gunfight at the O.K. Corral como una de las 100 mejores canciones del Oeste de todos los tiempos.

## Secuelas
El director John Sturges volvería a relatar la historia de Wyatt Earp y Doc Holiday en La hora de las pistolas (1967), y aunque esta película empieza casi donde acaba Duelo de titanes, no puede decirse que sea una auténtica secuela, pues es una versión más realista de los hechos y, por tanto, completamente distinta de esta última, que es una idealización de la historia.

## Premios y candidaturas
La película fue candidata al Óscar al mejor sonido para George Dutton y al Óscar al mejor montaje para Warren Low en los Premios Óscar de 1957.